# Young Artist Award alla miglior performance in una serie televisiva - Giovane attore ricorrente di anni 17-21
Il Young Artist Award alla miglior performance in una serie televisiva - Giovane attore ricorrente di anni 17-21 (Young Artist Award for Best Performance in a TV Series - Recurring Young Actor 17-21) è un premio assegnato al miglior giovane attore di età compresa tra i 17 e i 21 anni che abbia recitato un ruolo ricorrente in una serie televisiva.
Creato nel 2012, il premio è stato cancellato a partire dal 2016.

## Vincitori e candidati
I vincitori sono indicati in grassetto. Per ogni film viene inoltre indicato tra parentesi il titolo originale.
- 2012
  - A.J. Saudin - Degrassi: The Next Generation
  - Brock Ciarlelli - The Middle
  - Damien C. Haas - So Random!
  - James Coholan - Debra!
  - Matthew Fahey - Diario di una nerd superstar (Awkward.)
- 2013
  - Brock Ciarlelli - The Middle
  - Austin MacDonald - Life with Boys
  - RJ Mitte - Breaking Bad
  - Lyle O'Dononoe - Degrassi: The Next Generation
  - Mikey Reid - Victorious
- 2014
  - Mikey Reid - Victorious
  - Samuel Patrick Chu - Spooksville
  - Brock Ciarelli - The Middle
  - Evan Crooks - The Carrie Diaries
  - Harrison Houde - Spooksville
  - Austin MacDonald - Life with Boys

- 2015
  - Brock Ciarlelli - The Middle
  - Connor Beardmore - The Killing
  - Daniel Polo - The Bridge
  - Richard Walters - Degrassi: The Next Generation